# Carl Siegmund Franz Credé

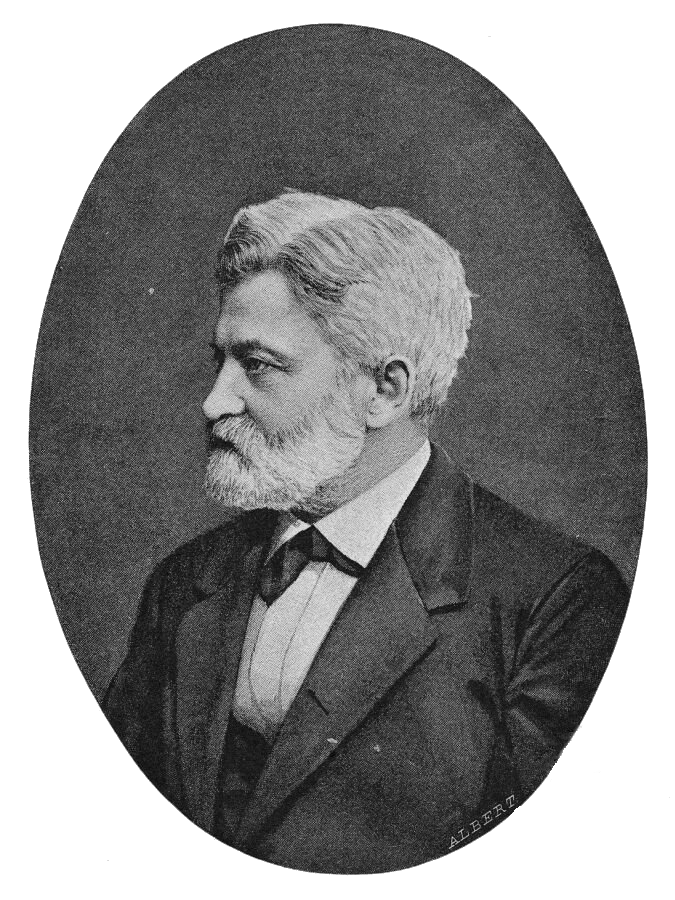
Carl Siegmund Franz Credé

Carl Siegmund Franz Credé, auch Karl Credé (* 23. Dezember 1819 in Berlin; † 14. März 1892 in Leipzig) war ein deutscher Gynäkologe und Geburtshelfer. Von 1856 bis 1887 leitete Credé die Universitätsfrauenklinik Leipzig. Er ging in die Medizingeschichte unter anderem durch die Einführung der Credé-Prophylaxe („Augentripperprophylaxe“) bei Neugeborenen im Jahr 1880 ein. Nach ihm wurde auch der Credé-Handgriff benannt.

## Leben
Credé studierte ab 1838 Medizin in Berlin und Heidelberg, wurde 1842 in Berlin promoviert und habilitierte sich 1850. 1852 übernahm er das Amt des Direktors der Berliner Hebammenschule und der frauenheilkundlichen Abteilung der Berliner Charité. 1856 wechselte er nach Leipzig und wurde dort zum Professor für Geburtshilfe berufen. Als einer der ersten Ärzte führte er die von Ignaz Semmelweis propagierte Desinfektion der Hände mittels Chlorkalk zum Schutz gegen Kindbettfieber ein. Außerdem förderte er gynäkologische Operationsmethoden und richtete eine gynäkologische Klinik an der medizinischen Fakultät der Universität Leipzig ein. Unter seiner Leitung erwarb diese Klinik den Ruf eines der modernsten Lehrinstitute für Geburtshilfe und Frauenheilkunde in Deutschland.
Zur Prophylaxe der gnorrhoischen Blennorrhoe der Neugeborenen wurde 1880 von Credé das Einträufeln einer Argentum-nitricum-Lösung in der Bindehautsack eingeführt.
Neben seiner theoretischen und praktischen Tätigkeit als Arzt und Professor war Credé ab 1853 Redaktionsleiter der Monatsschrift für Geburtshilfe und Gynäkologie und des ab 1870 erscheinenden Archiv für Gynäkologie. Außerdem war er einer der Initiatoren der 1885 gegründeten Deutschen Gesellschaft für Gynäkologie.

## Veröffentlichungen
- Klinische Vorträge über Geburtshülfe. 2 Abtheilungen. Hirschwald, Berlin 1853/54 (Digitalisat; darin zum „Credé-Handgriff“ S. 599–603).
- Die Verhütung der Augenentzündung der Neugeborenen. In: Archiv für Gynäkologie. Bd. 17, H. 1, Februar 1881, S. 50–53, DOI:10.1007/BF01977793.
- Ueber Erwärmungsgeräthe für frühgeborene und schwächliche kleine Kinder. In: Archiv für Gynäkologie. Bd. 24, H. 1, Februar 1884, S. 128–147, DOI:10.1007/BF01837427